# Boukoul
Boukoul (Limburgs (Zjwaams/Roermonds): Oppe Boekoel) is een kerkdorp in de Nederlandse gemeente Roermond in de provincie Limburg.

## Geschiedenis
In 1463 werd voor het eerst schriftelijk gerept omtrent land opter Buyeckulen. Later werd de naam van de buurtschap op diverse wijzen geschreven, zoals Boeckholt in 1780. Kerkelijk behoorde Boukoul tot de parochie van Asselt. In 1935 kreeg het dorpje een eigen parochiekerk.
Tot 2007 hoorde Boukoul bij gemeente Swalmen. In 2007 werd Swalmen opgenomen in de fusiegemeente Roermond waardoor Boukoul bij Roermond ging horen. Na de fusie van Swalmen en Roermond was in Boukoul enige groei van de bebouwing waarneembaar. In 2006 had Boukoul 970 inwoners en zo'n 400 huizen. Volgens het CBS is het inwonertal gedaald naar 935 in 2016 en weer gestegen naar 980 in 2020. 

## Natuur en landschap
Boukoul is rijk aan bos en ander natuurschoon. Er bevinden zich verschillende monumentale historische gebouwen, onder andere een kasteel en enkele landhuizen en boerenhofsteden, alsmede restanten van een Romeinse weg. Ten noorden van Boukoul ligt landgoed Bisschopskamp.
Het kerkdorp ligt op het middenterras van de Maas, op een hoogte van ongeveer 25 meter. Een oude Maasarm verloopt in noordelijke richting en men treft hier kwel aan, beken zoals de Eppenbeek en een aantal broekgebieden die zich voornamelijk ten zuiden van Boukoul bevinden: Carthuisersbos, De Haak, Vlinkenbroek, Spiekerboek en Haambroek. De hoogte hiervan is ongeveer 23 meter, terwijl iets hoger gelegen gebieden tot 28 meter gaan, en bedekt zijn met naaldbos, zoals Boeshei. Meer naar het oosten, richting Duitse grens, wordt nieuwe natuur ontwikkeld in het gebied Blankwater. De Duitse grens valt vrijwel samen met de steilrand naar het hoogterras, waar zich aan de Duitse zijde het Elmpter Wald uitstrekt, met hoogten tot ruim 60 meter.

## Monumenten
- Resten van de Romeinse weg van Heerlen naar Xanten, aan de zuidoostrand van de gemeente, tussen de landgoederen Blankwater en Zuidewijck Spick te Boukoul. Bij grenspaal 425 ligt een laatneolithische grafheuvel aan de Romeinse weg.
- Kasteel Hillenraad, vooral uit de 17e/18e eeuw, vormt veruit de belangrijkste bezienswaardigheid. Het is een van de mooiste waterkastelen in Nederland, met vier hoektorens en omringd door grachten. Hillenraad werd al genoemd in 1392. Dit rijksmonument wordt bewoond en is niet voor publiek toegankelijk, maar kan van buitenaf waargenomen worden.
- Kasteelboerderij Zuidewijck Spick, edelmanshuis uit de 17e/18e eeuw (rijksmonument). Deze "Spijker" (Spiek) werd al genoemd in 1463.
- Graeterhof, oorspronkelijk een hoeve, sinds de tweede helft van de 19e eeuw een landhuis.
- Sint-Theresia van het Kind Jezuskerk, van 1935.
- Oberskapel

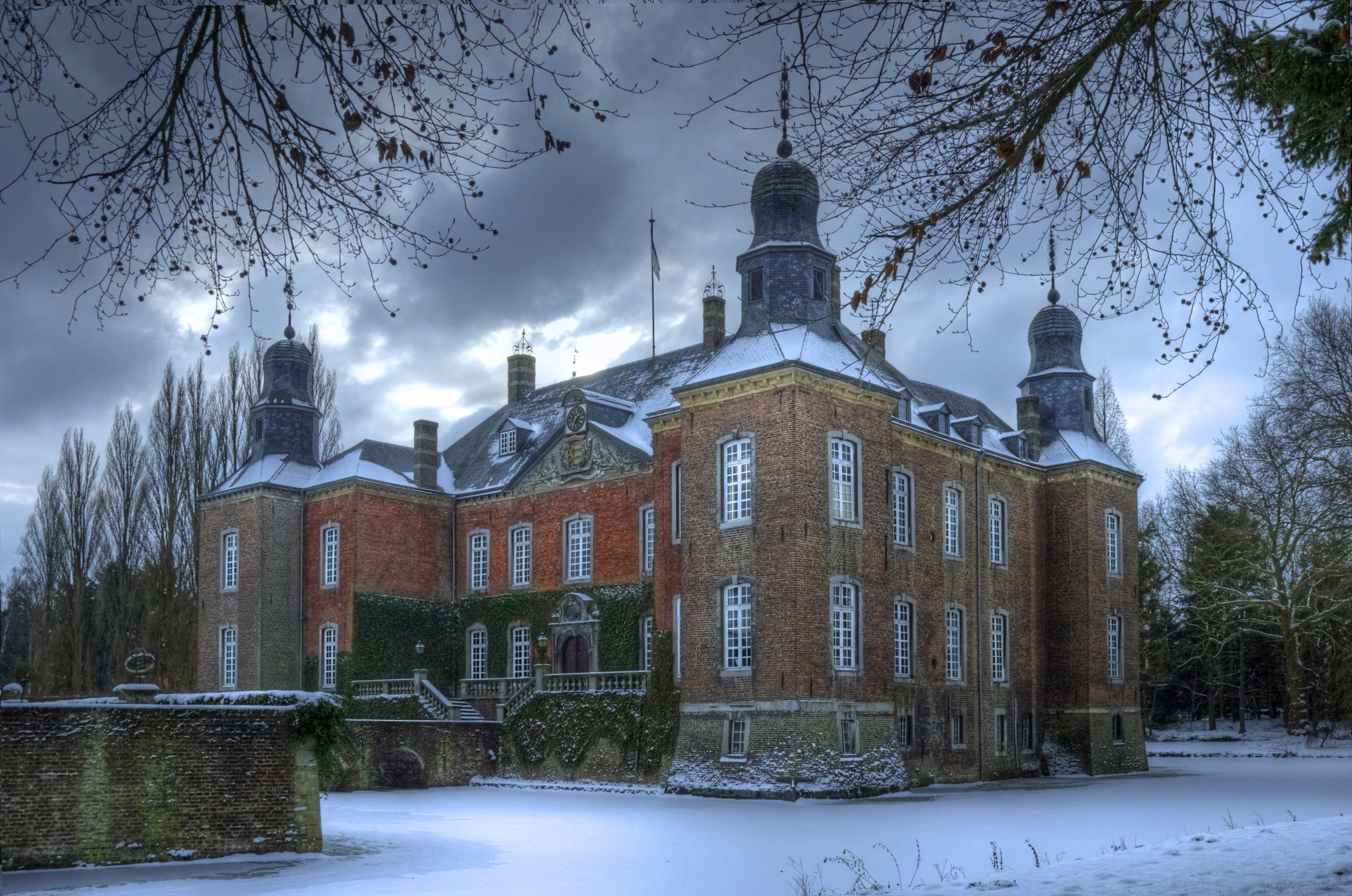
Kasteel Hillenraad
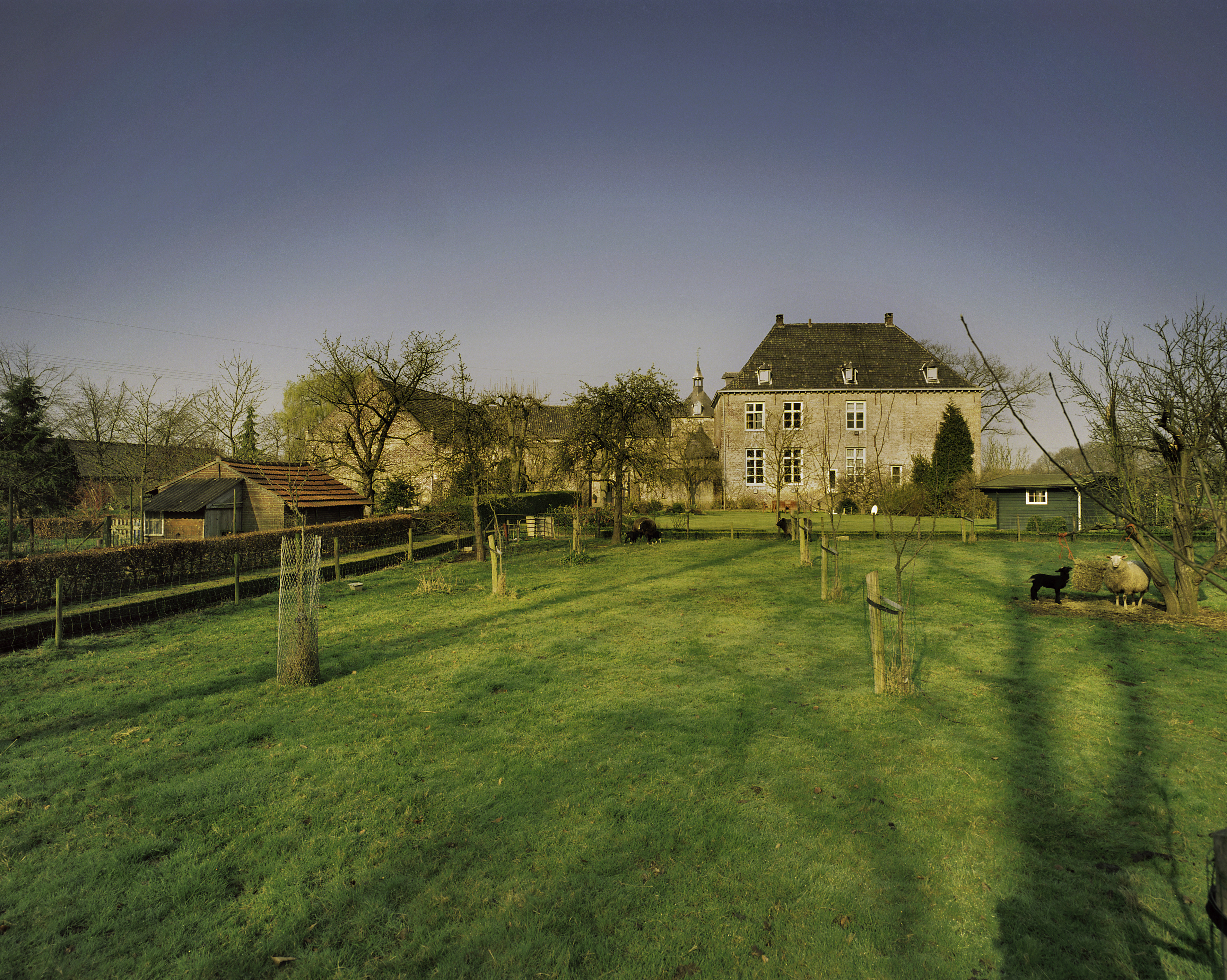
Kasteelboerderij Zuidewijck Spick

## Nabijgelegen kernen
Swalmen, Roermond, Asenray, Maasniel, Asselt, Elmpt, Brüggen